# Самбор I
Самбор I Гданьский (пол. Sambor I gdański; около 1150 — 7 февраля 1207) — князь и наместник (правитель) Гданьского Поморья, исторической области на севере нынешней Польши в 1177—1205 годах, представитель династии Собеславичей (Самборичей).

## Биография
Сын князя Восточного Поморья Собеслава I. С 1177 до 1180 года князем краковским Казимиром II был назначен управлять в Гданьске.
На свои средства заложил аббатство цистерцианцев в Оливе.
Под конец жизни Самбор I, по-видимому, расширил границы своего наместничества и на Свеце—любишевскую часть Поморья, которым раньше владел Гжимислав.
Умер, согласно Оливской летописи, 7 февраля 1207 года и похоронен в Оливском монастыре, по другим источникам — 30 декабря 1207 года.
Сыном Самбора I был Собеслав II, умерший в молодом возрасте, поэтому следующим наместником стал его младший брат Мстивой I.